# حماس (فلم)
حماس (بالإنجليزية: Spirited) هو فيلم كوميدي موسيقي من إخراج شون أندرس وبطولة ويل فيرل، رايان رينولدز وأوكتافيا سبنسر، من المقرر صدوره على منصة أبل تي في + في 18 نوفمبر 2022.

## إنتاج
في 20 سبتمبر 2019 ، تم الإعلان ' إرفاق شون أندرس وجون موريس من Daddy's Home منزل أبي لكتابة الفيلم وتوجيهه ، بالإضافة إلى الإنتاج في إطار شركة إنتاجهما Two Grown Men رجلان كبروا جنبًا إلى جنب مع ويل فيرل و جيسيكا الباوم من غلوريا سانشيز للإنتاج ورايان رينولدز وجورج ديوي من أقصى جهد.  في الشهر التالي ، أُعلن أن شركة آبل قد فازت في حرب مزايدة على حقوق الفيلم.  كما ورد أنه تم إنفاق أكثر من 60 مليون دولار على المواهب للفيلم ،  والتي زادت لاحقًا إلى 75 مليون دولار. 
إلى جانب الإعلان الأولي ، لعب فيريل ورينولدز أدوارًا رئيسية.  حصل كلا الممثلين على 20 مليون دولار لأدائهما في الفيلم.  في 8 فبراير 2021 ، انضمت أوكتافيا سبنسر إلى فريق التمثيل ، مع تأكيد رينولدز كقائد ولعب فيريل دور شبح عيد الميلاد الحاضر .  في يونيو ، تم تصوير سونيتا ماني على أنها شبح عيد الميلاد الماضي . 
بدأ التصوير الرئيسي للفيلم في 6 يوليو 2021.  في 18 أكتوبر 2021 ، أعلن رينولدز أن التصوير قد انتهى. 

## عرض الفيلم
الفيلم سيتم عرضه في 11 نوفمبر ، تلاه إصدار رقمي على Apple TV + في 18 نوفمبر. 